# Jesús Aramburu Olarán
Jesús Aramburu Olarán (Aretxabaleta, 12 de novembre de 1917 - Madrid, 20 de setembre de 2000), va ser un metge i polític espanyol que va arribar a exercir llocs de rellevància durant el franquisme.

## Biografia
Nascut a la localitat guipuscoana d'Aretxabaleta, es va llicenciar i va doctorar en Medicina i Cirurgia, començant a exercir de metge de jove. Es va afiliar a la Falange en els anys 30, arribant a ser cap de centúria de la Falange madrilenya. Va combatre en les files del bàndol nacional durant la Guerra Civil.
Després de la contesa va ser nomenat sotscap provincial del Moviment s la província de Salamanca. En febrer de 1949 va ser nomenat governador civil de la província Alacant, així com cap del moviment en aquesta província, en la qual va dur a terme una destacada labor. Així mateix, durant la seva estada en terres alacantines, va ser president de l'empresa alcoiana Editorial Marfil.
En juliol de 1954 va ser designat governador civil de la província de Valladolid.
Posteriorment es va establir a Madrid, on va exercir de governador civil entre 1957 i 1965substituint en el càrrec Eduardo Álvarez-Rementería. Més tard també va exercir els càrrecs de Director General de Política Interior (1965-1967), Delegat d'Àrea Metropolitana i Conseller Nacional del Movimiento. També va ser procurador en Corts com a Conseller Nacional de 1955 a 1977.
En el terreny empresarial també va ser president Pextrafil, S.A. i vicepresident de Papeleras Reunidas. Va ser membre del Cos Nacional de la Vella Guàrdia i president de la Federació De Salamanca de Pilota Basca en 1946. Fou guardonat amb la Gran Creu de l'Orde d'Isabel la Catòlica (1962), l'Orde del Mèrit Civil, Orde del Mèrit Militar, l'Orde de Cisneros, Medalla d'Or de la Vila de Madrid, la Medalla de la Vella Guàrdia i la Medalla de Patiments per la Pàtria.